# Ligue des champions de l'UEFA 2008-2009
Navigation
Édition précédente Édition suivante
La Ligue des champions 2008–2009 est la 54e édition de la coupe d'Europe des clubs champions, la 17e sous l'appellation actuelle «Ligue des champions», et a été marquée par le sacre du FC Barcelone et la consécration de Pep Guardiola.
La compétition oppose les meilleurs clubs européens qui se sont illustrés dans leurs championnats respectifs la saison précédente. Elle est remportée par le FC Barcelone, qui bat en finale Manchester United (2-0), tenant du titre, le 27 mai 2009 au Stade olympique de Rome. Le club espagnol remporte le trophée pour la troisième fois de son histoire.

## Participants
|     | Espagne       | Angleterre                          | Italie      |
| --- | ------------- | ----------------------------------- | ----------- |
| 1er | Real Madrid   | Manchester United (Tenant du titre) | Inter Milan |
| 2e  | Villarreal CF | Chelsea                             | AS Rome     |

|     | France                | Allemagne     | Portugal          |
| --- | --------------------- | ------------- | ----------------- |
| 1er | Olympique lyonnais    | Bayern Munich | FC Porto          |
| 2e  | Girondins de Bordeaux | Werder Brême  | Sporting Portugal |

|     | Roumanie      | Pays-Bas      | Russie                   | Écosse         |
| --- | ------------- | ------------- | ------------------------ | -------------- |
| 1er | CFR 1907 Cluj | PSV Eindhoven | Zénith Saint-Pétersbourg | Celtic Glasgow |

| Troisième tour de qualification | Troisième tour de qualification |
| --- | --- |
| - Champion - Ukraine : Chakhtar Donetsk - Belgique : Standard de Liège - République tchèque : Slavia Prague - Turquie : Galatasaray - Grèce : Olympiakos - Bulgarie : Levski Sofia - Deuxième - Roumanie : Steaua Bucarest - Russie : Spartak Moscou - Pays-Bas : FC Twente | - Troisième - Espagne : FC Barcelone - Italie : Juventus FC - Angleterre : Arsenal - France : Olympique de Marseille - Allemagne : Schalke 04 - Portugal : Vitoria Guimarães - Quatrième - Espagne : Atlético Madrid - Italie : ACF Fiorentina - Angleterre : Liverpool FC |
| Deuxième tour de qualification | |
| - Champion - Suisse : FC Bâle - Norvège : SK Brann - Israël : Betar Jérusalem - Serbie : Partizan Belgrade - Danemark : AaB Ålborg - Autriche : Rapid Vienne - Pologne : Wisła Cracovie - Hongrie : MTK Hungária | - Deuxième - Écosse : Glasgow Rangers - Ukraine : Dynamo Kiev - Belgique : RSC Anderlecht - République tchèque : Sparta Prague - Turquie : Fenerbahçe - Troisième - Grèce : Panathinaïkos |
| Premier tour de qualification | |
| - Slovaquie : FC Artmedia Petržalka - Croatie : Dinamo Zagreb - Chypre : Anorthosis Famagouste - Suède : IFK Göteborg - Slovénie : NK Domžale - Bosnie-Herzégovine : FK Modrica - Lettonie : FK Ventspils - Lituanie : FBK Kaunas - Finlande : Tampere United - Moldavie : Sheriff Tiraspol - Irlande : Drogheda United - Géorgie : Dinamo Tbilissi - Macédoine : Rabotnički Kometal Skopje - Islande : Valur Reykjavík | - Biélorussie : BATE Borisov - Albanie : KS Dinamo Tirana - Estonie : Levadia Tallinn - Arménie : Pyunik Erevan - Azerbaïdjan : FK Inter Bakou - Kazakhstan : Aktobe-Lento - Irlande du Nord : Linfield FC - Pays de Galles : Llanelli AFC - Îles Féroé : NSÍ Runavík - Luxembourg : F91 Dudelange - Malte : La Vallette FC - Saint-Marin : SS Murata - Andorre : FC Santa Coloma - Monténégro : Budućnost Podgorica |

## Calendrier de la compétition
Note : les jours de matchs sont systématiquement un mardi ou un mercredi.
| Tour               | Nom                                   | Tirage au sort            | Date(s)                               |
| ------------------ | ------------------------------------- | ------------------------- | ------------------------------------- |
| Phase préliminaire |                                       |                           |                                       |
| 1                  | Premier tour de qualification         | mardi 1er juillet 2008    | 15 – 16 juillet, 22 – 23 juillet 2008 |
| 2                  | Second tour de qualification          | mardi 1er juillet 2008    | 29 – 30 juillet, 5 – 6 août 2008      |
| 3                  | Troisième tour de qualification       | vendredi 1er août 2008    | 12 – 13 août, 26 – 27 août 2008       |
| Phase de groupes   |                                       |                           |                                       |
| 1                  | Journée 1                             | jeudi 28 août 2008        | 16 – 17 septembre 2008                |
| 2                  | Journée 2                             | jeudi 28 août 2008        | 30 septembre – 1er octobre 2008       |
| 3                  | Journée 3                             | jeudi 28 août 2008        | 21 – 22 octobre 2008                  |
| 4                  | Journée 4                             | jeudi 28 août 2008        | 4 – 5 novembre 2008                   |
| 5                  | Journée 5                             | jeudi 28 août 2008        | 25 – 26 novembre 2008                 |
| 6                  | Journée 6                             | jeudi 28 août 2008        | 9 – 10 décembre 2008                  |
| Phase finale       |                                       |                           |                                       |
| 1                  | Huitièmes de finale                   | vendredi 19 décembre 2008 | 18 – 19 février, 10 – 11 mars 2009    |
| 2                  | Quarts de finale                      | vendredi 20 mars 2009     | 7 – 8 avril, 14– 15 avril 2009        |
| 3                  | Demi-finale                           | vendredi 20 mars 2009     | 28 – 29 avril, 5 – 6 mai 2009         |
| 4                  | Finale Stadio Olimpico, Rome (Italie) | vendredi 20 mars 2009     | mercredi 27 mai 2009                  |

## Tours de qualification
Les équipes marquées d'un astérisque sont têtes de série lors du tirage au sort et ne peuvent se rencontrer.
Les tours préliminaires ont vu plusieurs surprises ; l'Anorthosis Famagouste, club chypriote et le FK BATE Borisov, club biélorusse d'un budget de 1,5 million d'euros se qualifient pour la phase de groupes après avoir commencé au premier tour de qualifications.

### Premier tour de qualification
Le tirage au sort a eu lieu le 1er juillet. Les matches aller ont eu lieu les 15 et 16 juillet, les matches retour les 22 et 23 juillet 2008.
Les quatorze équipes gagnantes sont qualifiées pour le second tour préliminaire.
| Match | Pays | Club                   | Aller | Total | Retour | Club                       | Pays |
| ----- | ---- | ---------------------- | ----- | ----- | ------ | -------------------------- | ---- |
| 1     |      | Linfield FC            | 0-2   | 1-3   | 1-1    | Dinamo Zagreb*             |      |
| 2     |      | La Vallette FC         | 0-2   | 0-3   | 0-1    | Artmedia Petržalka*        |      |
| 3     |      | Dinamo Tbilissi*       | 3-0   | 3-1   | 0-1    | NSÍ Runavík                |      |
| 4     |      | FC Santa Coloma        | 1-4   | 2-7   | 1-3    | FBK Kaunas*                |      |
| 5     |      | SS Murata              | 0-5   | 0-9   | 0-4    | IFK Göteborg*              |      |
| 6     |      | Llanelli AFC           | 1-0   | 1-4   | 0-4    | FK Ventspils*              |      |
| 7     |      | Anorthosis Famagouste* | 1-0   | 3-0   | 2-0    | Pyunik Erevan              |      |
| 8     |      | FK Inter Bakou         | 0-0   | 1-1   | 1-1    | Rabotnički Kometal Skopje* |      |
| 9     |      | Tampere United*        | 2-1   | 3-2   | 1-1    | Buducnost Podgorica        |      |
| 10    |      | F91 Dudelange          | 0-1   | 0-3   | 0-2    | NK Domžale*                |      |
| 11    |      | KS Dinamo Tirana       | 0-2   | 1-4   | 1-2    | FK Modrica*                |      |
| 12    |      | FK Aktobe              | 1-0   | 1-4   | 0-4    | FC Sheriff Tiraspol*       |      |
| 13    |      | Drogheda United*       | 2-1   | 3-1   | 1-0    | Levadia Tallinn            |      |
| 14    |      | BATE Borisov           | 2-0   | 3-0   | 1-0    | Valur Reykjavík*           |      |

### Deuxième tour de qualification
Le tirage au sort a eu lieu le 1er juillet. Les matches aller ont eu lieu les 29 et 30 juillet 2008 et les matches retour les 5 et 6 août 2008.
| Match | Pays | Club                  | Aller | Total | Retour | Club                | Pays |
| ----- | ---- | --------------------- | ----- | ----- | ------ | ------------------- | ---- |
| A     |      | Glasgow Rangers*      | 0-0   | 1-2   | 1-2    | FBK Kaunas          |      |
| B     |      | SK Brann*             | 1-0   | 2-2   | 1-2    | FK Ventspils        |      |
| C     |      | FK Inter Bakou        | 1-1   | 1-3   | 0-2    | Partizan Belgrade*  |      |
| D     |      | Tampere United        | 1-3   | 3-7   | 2-4    | Artmedia Petržalka* |      |
| E     |      | Anorthosis Famagouste | 3-0   | 4-3   | 1-3    | Rapid Vienne*       |      |
| F     |      | NK Domžale            | 0-3   | 2-6   | 2-3    | Dinamo Zagreb*      |      |
| G     |      | Panathinaïkos*        | 3-0   | 3-0   | 0-0    | Dinamo Tbilissi     |      |
| H     |      | IFK Göteborg          | 1-1   | 3-5   | 2-4    | FC Bâle*            |      |
| I     |      | FC Sheriff Tiraspol   | 0-1   | 0-3   | 0-2    | Sparta Prague*      |      |
| J     |      | Drogheda United       | 1-2   | 3-4   | 2-2    | Dynamo Kiev*        |      |
| K     |      | RSC Anderlecht*       | 1-2   | 3-4   | 2-2    | BATE Borisov        |      |
| L     |      | Betar Jérusalem       | 2-1   | 2-6   | 0-5    | Wisła Cracovie*     |      |
| M     |      | Fenerbahçe*           | 2-0   | 7-0   | 5-0    | MTK Hungária        |      |
| N     |      | AaB Ålborg*           | 5-0   | 7-1   | 2-1    | FK Modrica          |      |

### Troisième tour de qualification
Le tirage au sort a eu lieu le 1er août. Les matches aller ont eu lieu les 12 et 13 août 2008 et les matches retour les 26 et 27 août 2008.

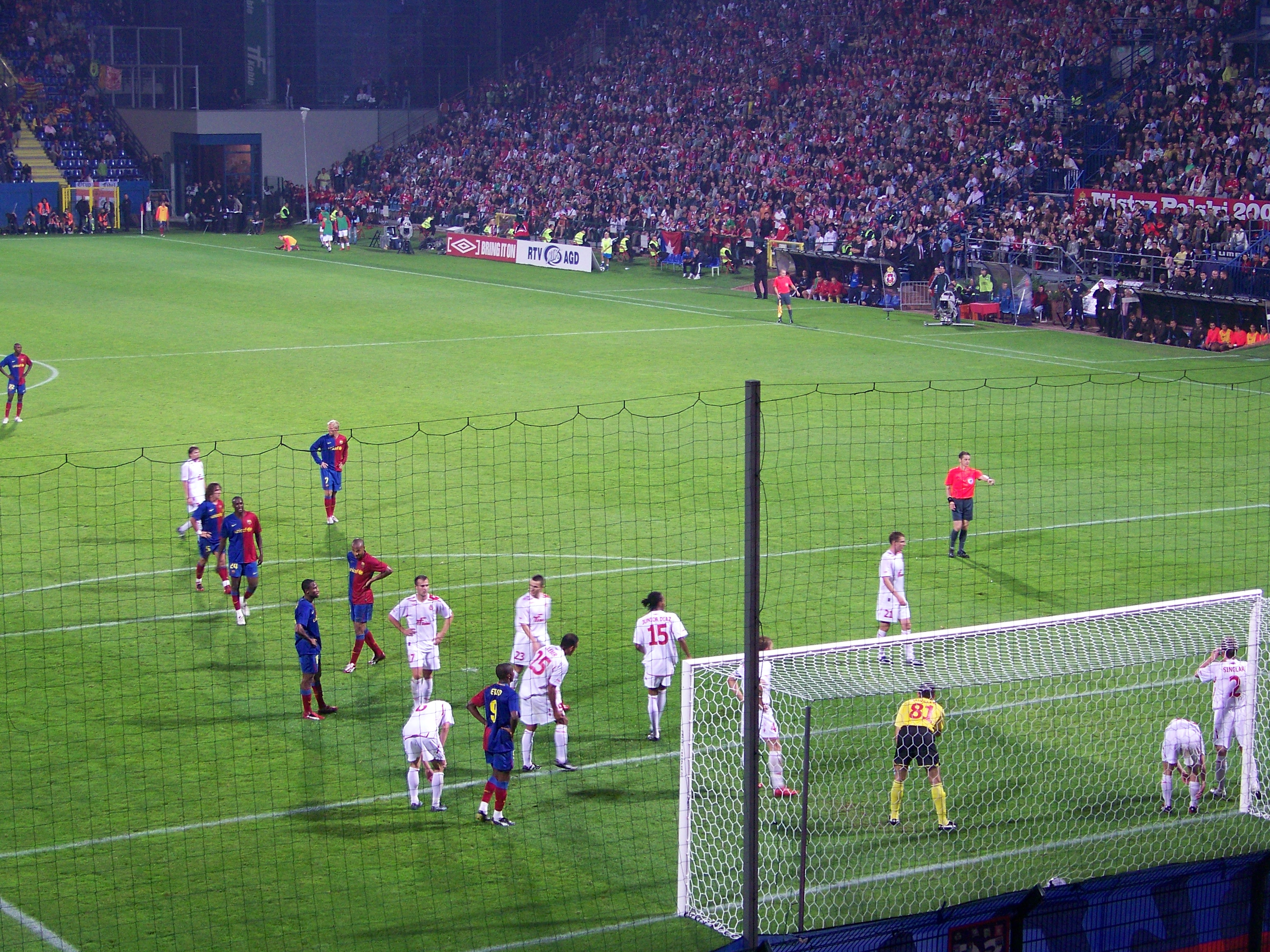
Match retour Wisła Cracovie - FC Barcelone (1-0) le 26 août 2008

| Pays | Club                  | Aller | Total | Retour   | Club                    | Pays |
| ---- | --------------------- | ----- | ----- | -------- | ----------------------- | ---- |
|      | Anorthosis Famagouste | 3-0   | 3-1   | 0-1      | Olympiakos Le Pirée*    |      |
|      | Vitoria Guimarães     | 0-0   | 1-2   | 1-2      | FC Bâle*                |      |
|      | Chakhtior Donetsk*    | 2-0   | 5-1   | 3-1      | Dinamo Zagreb           |      |
|      | Schalke 04*           | 1-0   | 1-4   | 0-4      | Atlético Madrid         |      |
|      | AaB Ålborg            | 2-0   | 4-0   | 2-0      | FBK Kaunas*             |      |
|      | FC Barcelone*         | 4-0   | 4-1   | 0-1      | Wisła Cracovie          |      |
|      | Levski Sofia          | 0-1   | 1-2   | 1-1      | BATE Borisov*           |      |
|      | Standard de Liège     | 0-0   | 0-1   | 0-1 a.p. | Liverpool FC*           |      |
|      | Partizan Belgrade     | 2-2   | 3-4   | 1-2      | Fenerbahçe*             |      |
|      | FC Twente             | 0-2   | 0-6   | 0-4      | Arsenal*                |      |
|      | FK Spartak Moscou*    | 1-4   | 2-8   | 1-4      | Dynamo Kiev*            |      |
|      | Juventus*             | 4-0   | 5-1   | 1-1      | Artmedia Petržalka      |      |
|      | SK Brann              | 0-1   | 1-3   | 1-2      | Olympique de Marseille* |      |
|      | ACF Fiorentina*       | 2-0   | 2-0   | 0-0      | Slavia Prague           |      |
|      | Galatasaray           | 2-2   | 2-3   | 0-1      | Steaua Bucarest*        |      |
|      | Sparta Prague         | 1-2   | 1-3   | 0-1      | Panathinaïkos*          |      |

## Phase de groupes
Arsenal FC
Chelsea FC
Real Madrid
Atlético Madrid
Les 16 vainqueurs du tour précédent, les champions des 10 fédérations classées entre le 1er et le 10e rang du classement UEFA ainsi que les vice-champions des 6 fédérations classées entre le 1er et le 6e rang, soit un total de 32 clubs, sont répartis en huit groupes de quatre équipes (voir ci-dessous). Chaque équipe joue deux fois contre les trois autres équipes du groupe.

### En cas d'égalité
Selon le paragraphe 4.05 du règlement de l'UEFA de cette saison, en cas d'égalité à l'issue de la dernière journée, on utilise pour départager les équipes six critères dont cinq sur les matchs de groupe : tout d'abord les points obtenus dans les matchs particuliers (1), puis la différence de buts dans les matchs particuliers (2), puis le nombre de buts inscrits à l'extérieur dans les matchs particuliers (3), ensuite, sur l'ensemble du groupe, la différence de buts (4), le nombre de buts (5), et enfin le coefficient UEFA (6).

### Clubs qualifiés pour la phase de groupes
| Groupe | Pot 1              | Pot 2             | Pot 3                    | Pot 4                 |
| ------ | ------------------ | ----------------- | ------------------------ | --------------------- |
| A      | Chelsea            | AS Rome           | Girondins de Bordeaux    | CFR 1907 Cluj         |
| B      | Inter Milan        | Werder Brême      | Panathinaïkos            | Anorthosis Famagouste |
| C      | FC Barcelone       | Sporting Portugal | FC Bâle                  | Chakhtior Donetsk     |
| D      | Liverpool          | PSV Eindhoven     | Olympique de Marseille   | Atlético Madrid       |
| E      | Manchester United  | Villarreal CF     | Celtic Glasgow           | AaB Ålborg            |
| F      | Olympique lyonnais | Bayern Munich     | Steaua Bucarest          | ACF Fiorentina        |
| G      | Arsenal            | FC Porto          | Fenerbahçe               | Dynamo Kiev           |
| H      | Real Madrid        | Juventus          | Zénith Saint-Pétersbourg | BATE Borisov          |

### Matchs et classement
Légende des classements
- Qualification pour les huitièmes de finale
- Qualification pour les seizièmes de finale de la Coupe UEFA

Légende des résultats
- Victoire à domicile
- Match nul
- Victoire à l'extérieur

#### Groupe A
| Rang | Équipe                | Pts | J | G | N | P | Bp | Bc | Diff |  | Résultats (▼ dom., ► ext.) |     |     |     |     |
| ---- | --------------------- | --- | - | - | - | - | -- | -- | ---- |  | -------------------------- | --- | --- | --- | --- |
| 1    | AS Rome               | 12  | 6 | 4 | 0 | 2 | 12 | 6  | +6   |  | AS Rome                    |     | 3-1 | 2-0 | 1-2 |
| 2    | Chelsea               | 11  | 6 | 3 | 2 | 1 | 9  | 5  | +4   |  | Chelsea                    | 1-0 |     | 4-0 | 2-1 |
| 3    | Girondins de Bordeaux | 7   | 6 | 2 | 1 | 3 | 5  | 11 | -6   |  | Girondins de Bordeaux      | 1-3 | 1-1 |     | 1-0 |
| 4    | CFR 1907 Cluj         | 4   | 6 | 1 | 1 | 4 | 5  | 9  | -4   |  | CFR 1907 Cluj              | 1-3 | 0-0 | 1-2 |     |

#### Groupe B
| Rang | Équipe                | Pts | J | G | N | P | Bp | Bc | Diff |  | Résultats (▼ dom., ► ext.) |     |     |     |     |
| ---- | --------------------- | --- | - | - | - | - | -- | -- | ---- |  | -------------------------- | --- | --- | --- | --- |
| 1    | Panathinaïkos         | 10  | 6 | 3 | 1 | 2 | 8  | 7  | +1   |  | Panathinaïkos              |     | 0-2 | 2-2 | 1-0 |
| 2    | Inter Milan           | 8   | 6 | 2 | 2 | 2 | 8  | 7  | +1   |  | Inter Milan                | 0-1 |     | 1-1 | 1-0 |
| 3    | Werder Brême          | 7   | 6 | 1 | 4 | 1 | 7  | 9  | -2   |  | Werder Brême               | 0-3 | 2-1 |     | 0-0 |
| 4    | Anorthosis Famagouste | 6   | 6 | 1 | 3 | 2 | 8  | 8  | 0    |  | Anorthosis Famagouste      | 3-1 | 3-3 | 2-2 |     |

#### Groupe C
| Rang | Équipe            | Pts | J | G | N | P | Bp | Bc | Diff |  | Résultats (▼ dom., ► ext.) |     |     |     |     |
| ---- | ----------------- | --- | - | - | - | - | -- | -- | ---- |  | -------------------------- | --- | --- | --- | --- |
| 1    | FC Barcelone      | 13  | 6 | 4 | 1 | 1 | 18 | 8  | +10  |  | FC Barcelone               |     | 3-1 | 2-3 | 1-1 |
| 2    | Sporting Portugal | 12  | 6 | 4 | 0 | 2 | 8  | 8  | 0    |  | Sporting Portugal          | 2-5 |     | 1-0 | 2-0 |
| 3    | Chakhtior Donetsk | 9   | 6 | 3 | 0 | 3 | 11 | 7  | +4   |  | Chakhtior Donetsk          | 1-2 | 0-1 |     | 5-0 |
| 4    | FC Bâle           | 1   | 6 | 0 | 1 | 5 | 2  | 16 | -14  |  | FC Bâle                    | 0-5 | 0-1 | 1-2 |     |

#### Groupe D
| Rang | Équipe                 | Pts | J | G | N | P | Bp | Bc | Diff |  | Résultats (▼ dom., ► ext.) |     |     |     |     |
| ---- | ---------------------- | --- | - | - | - | - | -- | -- | ---- |  | -------------------------- | --- | --- | --- | --- |
| 1    | Liverpool FC           | 14  | 6 | 4 | 2 | 0 | 11 | 5  | +6   |  | Liverpool FC               |     | 1-1 | 1-0 | 3-1 |
| 2    | Atlético Madrid        | 12  | 6 | 3 | 3 | 0 | 9  | 4  | +5   |  | Atlético Madrid            | 1-1 |     | 2-1 | 2-1 |
| 3    | Olympique de Marseille | 4   | 6 | 1 | 1 | 4 | 5  | 7  | -2   |  | Olympique de Marseille     | 1-2 | 0-0 |     | 3-0 |
| 4    | PSV Eindhoven          | 3   | 6 | 1 | 0 | 5 | 5  | 14 | -9   |  | PSV Eindhoven              | 1-3 | 0-3 | 2-0 |     |

#### Groupe E

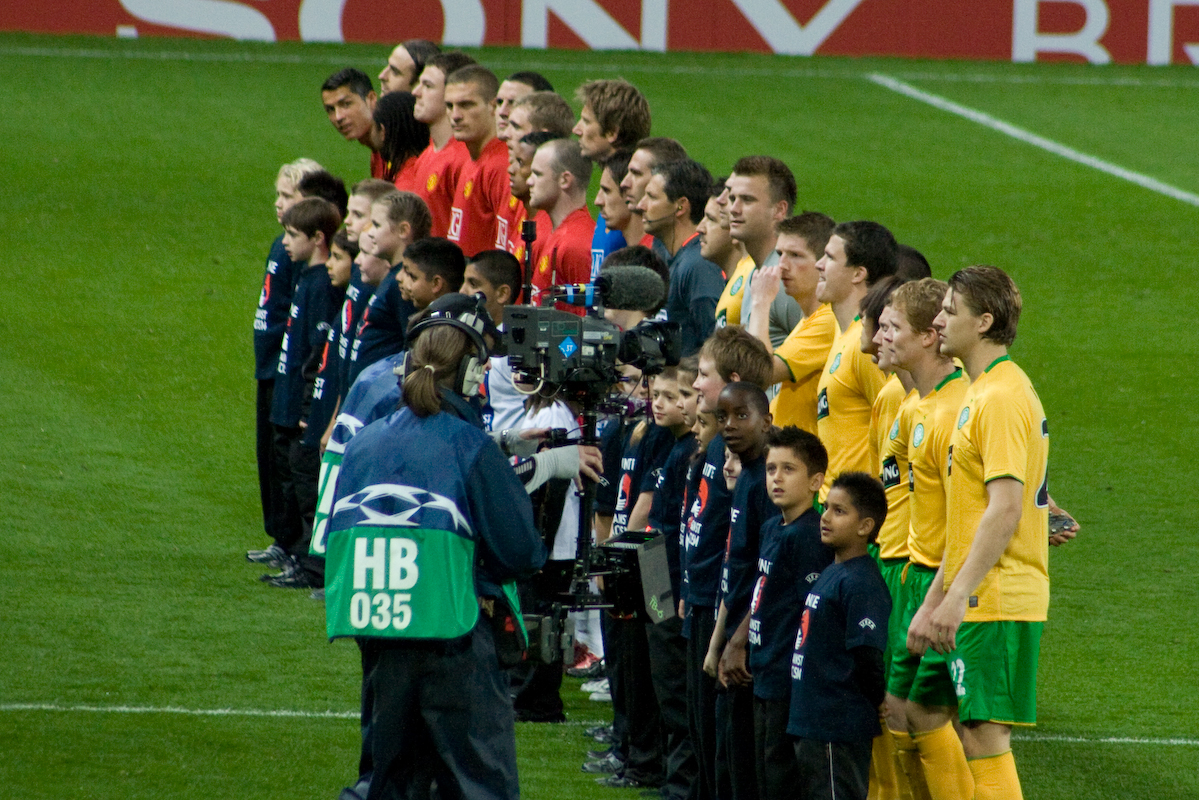
Alignement des joueurs du Manchester United FC et du Celtic FC avant leur match de la 3e journée à Old Trafford.

| Rang | Équipe            | Pts | J | G | N | P | Bp | Bc | Diff |  | Résultats (▼ dom., ► ext.) |     |     |     |     |
| ---- | ----------------- | --- | - | - | - | - | -- | -- | ---- |  | -------------------------- | --- | --- | --- | --- |
| 1    | Manchester United | 10  | 6 | 2 | 4 | 0 | 9  | 3  | +6   |  | Manchester United          |     | 0-0 | 2-2 | 3-0 |
| 2    | Villarreal CF     | 9   | 6 | 2 | 3 | 1 | 9  | 7  | +2   |  | Villarreal CF              | 0-0 |     | 6-3 | 1-0 |
| 3    | AaB Ålborg        | 6   | 6 | 1 | 3 | 2 | 8  | 13 | -5   |  | AaB Ålborg                 | 0-3 | 2-2 |     | 2-1 |
| 4    | Celtic Glasgow    | 5   | 6 | 1 | 2 | 3 | 4  | 7  | -3   |  | Celtic Glasgow             | 1-1 | 2-0 | 0-0 |     |

#### Groupe F
| Rang | Équipe             | Pts | J | G | N | P | Bp | Bc | Diff |  | Résultats (▼ dom., ► ext.) |     |     |     |     |
| ---- | ------------------ | --- | - | - | - | - | -- | -- | ---- |  | -------------------------- | --- | --- | --- | --- |
| 1    | Bayern Munich      | 14  | 6 | 4 | 2 | 0 | 12 | 4  | +8   |  | Bayern Munich              |     | 1-1 | 3-0 | 3-0 |
| 2    | Olympique lyonnais | 11  | 6 | 3 | 2 | 1 | 14 | 10 | +4   |  | Olympique lyonnais         | 2-3 |     | 2-2 | 2-0 |
| 3    | ACF Fiorentina     | 6   | 6 | 1 | 3 | 2 | 5  | 8  | -3   |  | ACF Fiorentina             | 1-1 | 1-2 |     | 0-0 |
| 4    | Steaua Bucarest    | 1   | 6 | 0 | 1 | 5 | 3  | 12 | -9   |  | Steaua Bucarest            | 0-1 | 3-5 | 0-1 |     |

#### Groupe G
| Rang | Équipe      | Pts | J | G | N | P | Bp | Bc | Diff |  | Résultats (▼ dom., ► ext.) |     |     |     |     |
| ---- | ----------- | --- | - | - | - | - | -- | -- | ---- |  | -------------------------- | --- | --- | --- | --- |
| 1    | FC Porto    | 12  | 6 | 4 | 0 | 2 | 9  | 8  | +1   |  | FC Porto                   |     | 2-0 | 0-1 | 3-1 |
| 2    | Arsenal     | 11  | 6 | 3 | 2 | 1 | 11 | 5  | +6   |  | Arsenal                    | 4-0 |     | 1-0 | 0-0 |
| 3    | Dynamo Kiev | 8   | 6 | 2 | 2 | 2 | 4  | 4  | 0    |  | Dynamo Kiev                | 1-2 | 1-1 |     | 1-0 |
| 4    | Fenerbahçe  | 2   | 6 | 0 | 2 | 4 | 4  | 11 | -7   |  | Fenerbahçe                 | 1-2 | 2-5 | 0-0 |     |

#### Groupe H
| Rang | Équipe                   | Pts | J | G | N | P | Bp | Bc | Diff |  | Résultats (▼ dom., ► ext.) |     |     |     |     |
| ---- | ------------------------ | --- | - | - | - | - | -- | -- | ---- |  | -------------------------- | --- | --- | --- | --- |
| 1    | Juventus                 | 12  | 6 | 3 | 3 | 0 | 7  | 3  | +4   |  | Juventus                   |     | 2-1 | 1-0 | 0-0 |
| 2    | Real Madrid              | 12  | 6 | 4 | 0 | 2 | 9  | 5  | +4   |  | Real Madrid                | 0-2 |     | 3-0 | 2-0 |
| 3    | Zénith Saint-Pétersbourg | 5   | 6 | 1 | 2 | 3 | 4  | 7  | -3   |  | Zénith Saint-Pétersbourg   | 0-0 | 1-2 |     | 1-1 |
| 4    | BATE Borisov             | 3   | 6 | 0 | 3 | 3 | 3  | 8  | -5   |  | BATE Borisov               | 2-2 | 0-1 | 0-2 |     |

### Bilan à l'issue de la phase de groupes
Qualifiés, par pays :
- 4 sur 4 : Liverpool (D1), Manchester United (E1), Chelsea (A2), Arsenal
- 4 sur 4 : Atlético Madrid, Villarreal CF, FC Barcelone, Real Madrid
- 3 sur 4 : AS Roma, Inter Milan, Juventus
- 2 sur 2 : Sporting Portugal, FC Porto
- 1 sur 1 : Panathinaïkos
- 1 sur 2 : Bayern Munich (F1)
- 1 sur 3 : Olympique lyonnais (F2)

Reversés en Coupe UEFA, par pays :
- 2 sur 2 : Chakhtior Donetsk, Dynamo Kiev
- 2 sur 3 : Girondins de Bordeaux, Olympique de Marseille
- 1 sur 1 : Zénith Saint-Pétersbourg
- 1 sur 1 : AaB Ålborg
- 1 sur 2 : Werder Brême
- 1 sur 4 : ACF Fiorentina

Éliminés de toute compétition inter-clubs, par pays :
- 2 sur 2 : Steaua Bucarest, CFR 1907 Cluj
- 1 sur 1 : Celtic Glasgow
- 1 sur 1 : PSV Eindhoven
- 1 sur 1 : FC Bâle
- 1 sur 1 : Anorthosis Famagouste
- 1 sur 1 : BATE Borisov
- 1 sur 1 : Fenerbahçe

## Phase à élimination directe finale

### Huitièmes de finale
| \| Bayern Munich Arsenal FC Chelsea FC Liverpool FC Manchester United FC Barcelone Villarreal CF A. Madrid R. Madrid O. lyonnais Panathinaïkos Inter Milan Juventus FC AS Rome FC Porto Sporting Portugal \| Localisation des clubs qualifiés pour la phase finale. Huitième de finalistes Quart de finalistes Demi-finalistes Finaliste Vainqueur |
| Bayern Munich Arsenal FC Chelsea FC Liverpool FC Manchester United FC Barcelone Villarreal CF A. Madrid R. Madrid O. lyonnais Panathinaïkos Inter Milan Juventus FC AS Rome FC Porto Sporting Portugal |

| Les qualifiés - récapitulatif avant tirage au sort | Les qualifiés - récapitulatif avant tirage au sort | Les qualifiés - récapitulatif avant tirage au sort |
| Groupe                                             | 1re                                                | 2e                                                 |
| -------------------------------------------------- | -------------------------------------------------- | -------------------------------------------------- |
| A                                                  | AS Rome                                            | Chelsea                                            |
| B                                                  | Panathinaïkos                                      | Inter Milan                                        |
| C                                                  | FC Barcelone                                       | Sporting Portugal                                  |
| D                                                  | Liverpool                                          | Atlético Madrid                                    |
| E                                                  | Manchester United                                  | Villarreal CF                                      |
| F                                                  | Bayern Munich                                      | Olympique lyonnais                                 |
| G                                                  | FC Porto                                           | Arsenal                                            |
| H                                                  | Juventus                                           | Real Madrid                                        |

Les matches des huitièmes de finale ont été tirés au sort le 19 décembre 2008 à Nyon (Suisse). Les huitièmes de finale se disputent par élimination directe en matches aller et retour.
L’administration de l’UEFA veille à ce que les principes ci-après soient respectés :
1. Les clubs de la même association ne doivent pas être tirés au sort l’un contre l’autre.
2. Le vainqueur et le deuxième du même groupe ne doivent pas être tirés au sort l’un contre l’autre.
3. Les vainqueurs de groupe ne doivent pas être tirés au sort l’un contre l’autre.
4. Les deuxièmes de groupe ne doivent pas être tirés au sort l’un contre l’autre.
5. Les deuxièmes de groupe doivent disputer le premier match à domicile.

Les matches aller ont eu lieu les 24 et 25 février 2009, les matches retours ont eu lieu les 10 et 11 mars 2009.
| Équipe             | Aller | Total             | Retour | Équipe            |
| ------------------ | ----- | ----------------- | ------ | ----------------- |
| Inter Milan        | 0 - 0 | 0 - 2             | 0 - 2  | Manchester United |
| Olympique lyonnais | 1 - 1 | 3 - 6             | 2 - 5  | FC Barcelone      |
| Arsenal FC         | 1 - 0 | 1 - 1 (7 - 6 tab) | 0 - 1  | AS Roma           |
| Atlético de Madrid | 2 - 2 | 2 - 2E            | 0 - 0  | FC Porto          |
| Sporting CP        | 0 - 5 | 1 - 12            | 1 - 7  | Bayern Munich     |
| Chelsea FC         | 1 - 0 | 3 - 2             | 2 - 2  | Juventus FC       |
| Villarreal CF      | 1 - 1 | 3 - 2             | 2 - 1  | Panathinaïkós     |
| Real Madrid        | 0 - 1 | 0 - 5             | 0 - 4  | Liverpool FC      |

### Tableau

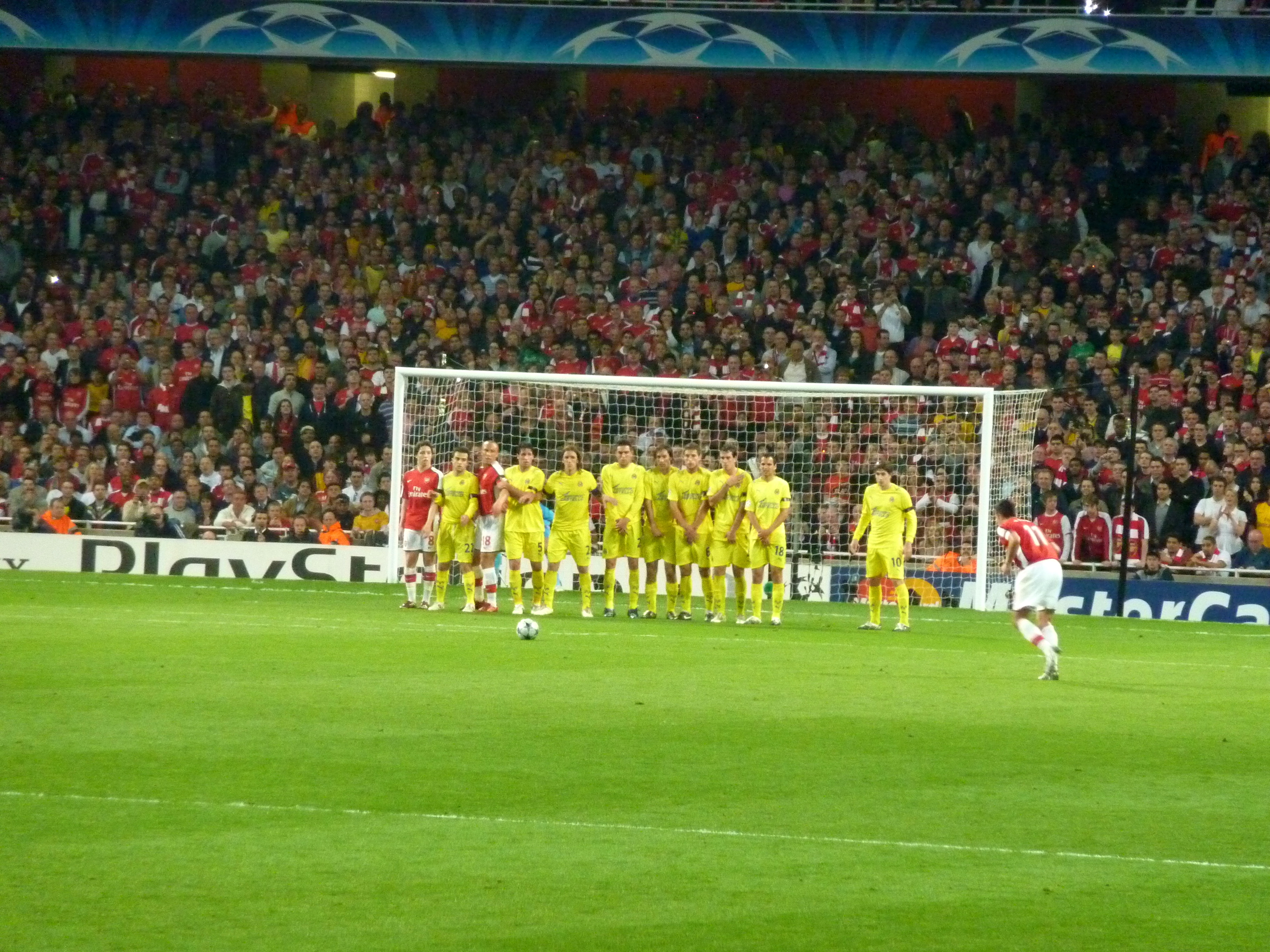
Coup franc de Robin van Persie lors du quart de finale retour Arsenal-Villarreal, 15 avril 2009

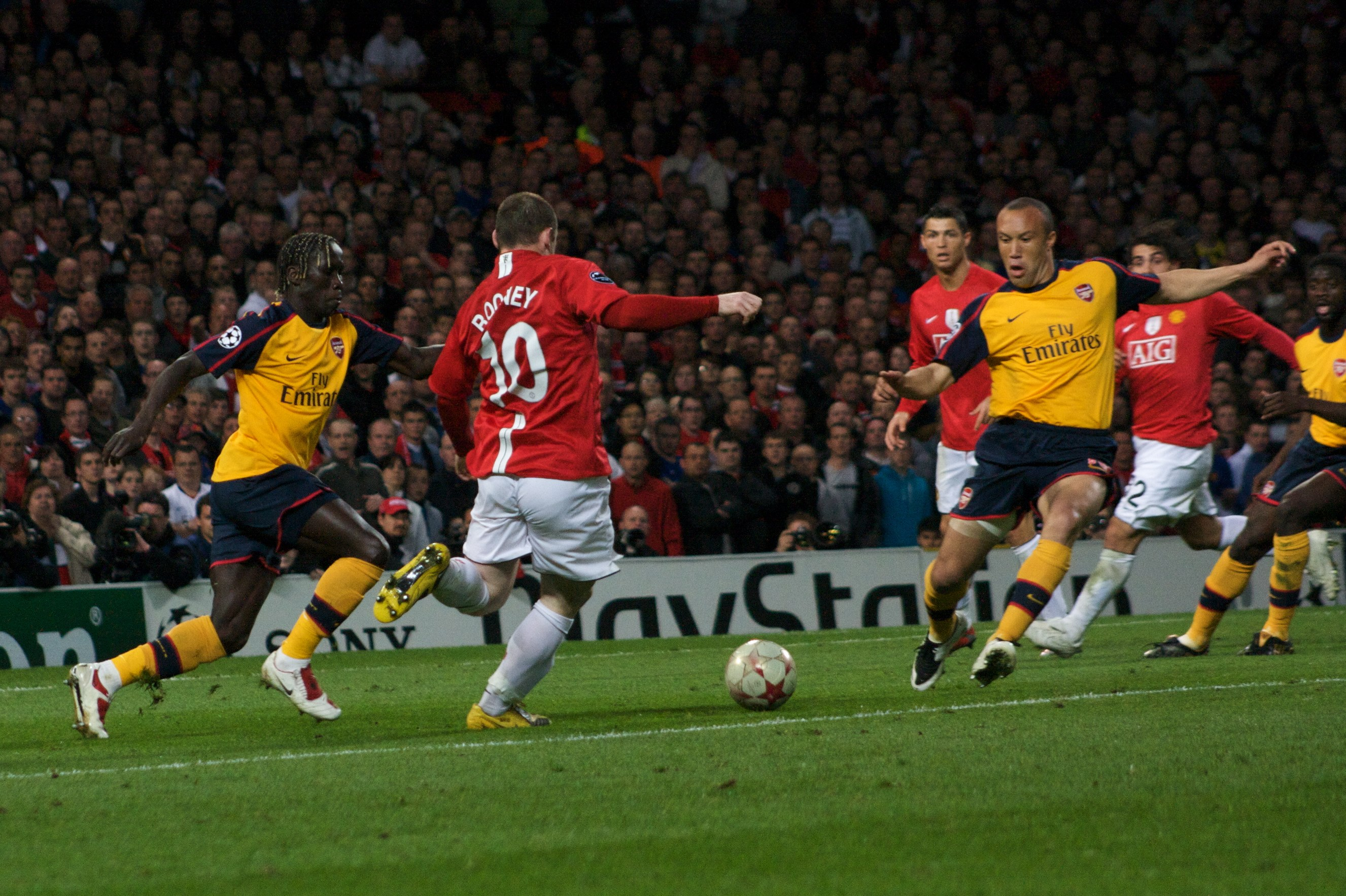
Wayne Rooney et Mikaël Silvestre se disputent le ballon lors de la demi-finale aller entre Manchester United et Arsenal.

|  | Huitièmes de finale | Huitièmes de finale | Huitièmes de finale | Huitièmes de finale |                   |                   | Quarts de finale | Quarts de finale | Quarts de finale | Quarts de finale |  |  | Demi-finales | Demi-finales | Demi-finales | Demi-finales |  |  | Finale                             | Finale | Finale | Finale |
|  |                     |                     |                     |                     |                   |                   |                  |                  |                  |                  |  |  |              |              |              |              |  |  |                                    |        |        |        |
|  |                     |                     |                     |                     |                   |                   |                  |                  |                  |                  |  |  |              |              |              |              |  |  | 27 mai 2009, Stade olympique, Rome |        |        |        |
|  | Olympique Lyonnais  | Olympique Lyonnais  | 1                   | 2                   |                   |                   |                  |                  |                  |                  |  |  |              |              |              |              |  |  |                                    |        |        |        |
|  | Olympique Lyonnais  | Olympique Lyonnais  | 1                   | 2                   |                   |                   |                  |                  |                  |                  |  |  |              |              |              |              |  |  |                                    |        |        |        |
|  | FC Barcelone        | FC Barcelone        | 1                   | 5                   |                   |                   |                  |                  |                  |                  |  |  |              |              |              |              |  |  |                                    |        |        |        |
|  | FC Barcelone        | FC Barcelone        | 1                   | 5                   | FC Barcelone      | FC Barcelone      | 4                | 1                |                  |                  |  |  |              |              |              |              |  |  |                                    |        |        |        |
|  |                     |                     |                     |                     | FC Barcelone      | FC Barcelone      | 4                | 1                |                  |                  |  |  |              |              |              |              |  |  |                                    |        |        |        |
|  |                     |                     | Bayern Munich       | Bayern Munich       | 0                 | 1                 |                  |                  |                  |                  |  |  |              |              |              |              |  |  |                                    |        |        |        |
|  | Sporting Portugal   | Sporting Portugal   | Bayern Munich       | Bayern Munich       | 0                 | 1                 | 0                | 1                |                  |                  |  |  |              |              |              |              |  |  |                                    |        |        |        |
|  | Sporting Portugal   | Sporting Portugal   |                     |                     |                   |                   |                  | 1                |                  |                  |  |  |              |              |              |              |  |  |                                    |        |        |        |
|  | Bayern Munich       | Bayern Munich       | 5                   | 7                   |                   |                   |                  |                  |                  |                  |  |  |              |              |              |              |  |  |                                    |        |        |        |
|  | Bayern Munich       | Bayern Munich       | 5                   | 7                   | FC Barcelone      | FC Barcelone      | 0                | 1e               |                  |                  |  |  |              |              |              |              |  |  |                                    |        |        |        |
|  |                     |                     |                     |                     | FC Barcelone      | FC Barcelone      | 0                | 1e               |                  |                  |  |  |              |              |              |              |  |  |                                    |        |        |        |
|  |                     |                     | Chelsea             | Chelsea             | 0                 | 1                 |                  |                  |                  |                  |  |  |              |              |              |              |  |  |                                    |        |        |        |
|  | Real Madrid         | Real Madrid         | Chelsea             | Chelsea             | 0                 | 1                 | 0                | 0                |                  |                  |  |  |              |              |              |              |  |  |                                    |        |        |        |
|  | Real Madrid         | Real Madrid         |                     |                     |                   |                   |                  | 0                |                  |                  |  |  |              |              |              |              |  |  |                                    |        |        |        |
|  | Liverpool           | Liverpool           | 1                   | 4                   |                   |                   |                  |                  |                  |                  |  |  |              |              |              |              |  |  |                                    |        |        |        |
|  | Liverpool           | Liverpool           | 1                   | 4                   | Liverpool         | Liverpool         | 1                | 4                |                  |                  |  |  |              |              |              |              |  |  |                                    |        |        |        |
|  |                     |                     |                     |                     | Liverpool         | Liverpool         | 1                | 4                |                  |                  |  |  |              |              |              |              |  |  |                                    |        |        |        |
|  |                     |                     | Chelsea             | Chelsea             | 3                 | 4                 |                  |                  |                  |                  |  |  |              |              |              |              |  |  |                                    |        |        |        |
|  | Chelsea             | Chelsea             | Chelsea             | Chelsea             | 3                 | 4                 | 1                | 2                |                  |                  |  |  |              |              |              |              |  |  |                                    |        |        |        |
|  | Chelsea             | Chelsea             |                     |                     |                   |                   |                  | 2                |                  |                  |  |  |              |              |              |              |  |  |                                    |        |        |        |
|  | Juventus            | Juventus            | 0                   | 2                   |                   |                   |                  |                  |                  |                  |  |  |              |              |              |              |  |  |                                    |        |        |        |
|  | Juventus            | Juventus            | 0                   | 2                   | FC Barcelone      | FC Barcelone      | 2                | 2                |                  |                  |  |  |              |              |              |              |  |  |                                    |        |        |        |
|  |                     |                     |                     |                     | FC Barcelone      | FC Barcelone      | 2                | 2                |                  |                  |  |  |              |              |              |              |  |  |                                    |        |        |        |
|  |                     |                     | Manchester United   | Manchester United   | 0                 | 0                 |                  |                  |                  |                  |  |  |              |              |              |              |  |  |                                    |        |        |        |
|  | Inter Milan         | Inter Milan         | Manchester United   | Manchester United   | 0                 | 0                 | 0                | 0                |                  |                  |  |  |              |              |              |              |  |  |                                    |        |        |        |
|  | Inter Milan         | Inter Milan         |                     |                     |                   |                   |                  | 0                |                  |                  |  |  |              |              |              |              |  |  |                                    |        |        |        |
|  | Manchester United   | Manchester United   | 0                   | 2                   |                   |                   |                  |                  |                  |                  |  |  |              |              |              |              |  |  |                                    |        |        |        |
|  | Manchester United   | Manchester United   | 0                   | 2                   | Manchester United | Manchester United | 2                | 1                |                  |                  |  |  |              |              |              |              |  |  |                                    |        |        |        |
|  |                     |                     |                     |                     | Manchester United | Manchester United | 2                | 1                |                  |                  |  |  |              |              |              |              |  |  |                                    |        |        |        |
|  |                     |                     | FC Porto            | FC Porto            | 2                 | 0                 |                  |                  |                  |                  |  |  |              |              |              |              |  |  |                                    |        |        |        |
|  | Atlético Madrid     | Atlético Madrid     | FC Porto            | FC Porto            | 2                 | 0                 | 2                | 0                |                  |                  |  |  |              |              |              |              |  |  |                                    |        |        |        |
|  | Atlético Madrid     | Atlético Madrid     |                     |                     |                   |                   |                  | 0                |                  |                  |  |  |              |              |              |              |  |  |                                    |        |        |        |
|  | FC Porto            | FC Porto            | 2                   | 0                   |                   |                   |                  |                  |                  |                  |  |  |              |              |              |              |  |  |                                    |        |        |        |
|  | FC Porto            | FC Porto            | 2                   | 0                   | Manchester United | Manchester United | 1                | 3                |                  |                  |  |  |              |              |              |              |  |  |                                    |        |        |        |
|  |                     |                     |                     |                     | Manchester United | Manchester United | 1                | 3                |                  |                  |  |  |              |              |              |              |  |  |                                    |        |        |        |
|  |                     |                     | Arsenal             | Arsenal             | 0                 | 1                 |                  |                  |                  |                  |  |  |              |              |              |              |  |  |                                    |        |        |        |
|  | Villarreal CF       | Villarreal CF       | Arsenal             | Arsenal             | 0                 | 1                 | 1                | 2                |                  |                  |  |  |              |              |              |              |  |  |                                    |        |        |        |
|  | Villarreal CF       | Villarreal CF       |                     |                     |                   |                   |                  | 2                |                  |                  |  |  |              |              |              |              |  |  |                                    |        |        |        |
|  | Panathinaïkos       | Panathinaïkos       | 1                   | 1                   |                   |                   |                  |                  |                  |                  |  |  |              |              |              |              |  |  |                                    |        |        |        |
|  | Panathinaïkos       | Panathinaïkos       | 1                   | 1                   | Villarreal CF     | Villarreal CF     | 1                | 0                |                  |                  |  |  |              |              |              |              |  |  |                                    |        |        |        |
|  |                     |                     |                     |                     | Villarreal CF     | Villarreal CF     | 1                | 0                |                  |                  |  |  |              |              |              |              |  |  |                                    |        |        |        |
|  |                     |                     | Arsenal             | Arsenal             | 1                 | 3                 |                  |                  |                  |                  |  |  |              |              |              |              |  |  |                                    |        |        |        |
|  | Arsenal             | Arsenal             | Arsenal             | Arsenal             | 1                 | 3                 | 1                | 0 tab(7)         |                  |                  |  |  |              |              |              |              |  |  |                                    |        |        |        |
|  | Arsenal             | Arsenal             |                     |                     |                   |                   |                  | 0 tab(7)         |                  |                  |  |  |              |              |              |              |  |  |                                    |        |        |        |
|  | AS Rome             | AS Rome             | 0                   | 1ap (6)             |                   |                   |                  |                  |                  |                  |  |  |              |              |              |              |  |  |                                    |        |        |        |
|  | AS Rome             | AS Rome             | 0                   | 1ap (6)             |                   |                   |                  |                  |                  |                  |  |  |              |              |              |              |  |  |                                    |        |        |        |
|  |                     |                     |                     |                     |                   |                   |                  |                  |                  |                  |  |  |              |              |              |              |  |  |                                    |        |        |        |

### Quarts de finale
Le tirage au sort du tableau final a eu lieu au siège de l'UEFA, à Nyon, le vendredi 20 mars à 12h00.
| Équipe            | Aller | Total | Retour | Équipe        |
| ----------------- | ----- | ----- | ------ | ------------- |
| FC Barcelone      | 4 - 0 | 5 - 1 | 1 - 1  | Bayern Munich |
| Liverpool FC      | 1 - 3 | 5 - 7 | 4 - 4  | Chelsea FC    |
| Manchester United | 2 - 2 | 3 - 2 | 1 - 0  | FC Porto      |
| Villarreal CF     | 1 - 1 | 1 - 4 | 0 - 3  | Arsenal FC    |

### Demi-finales

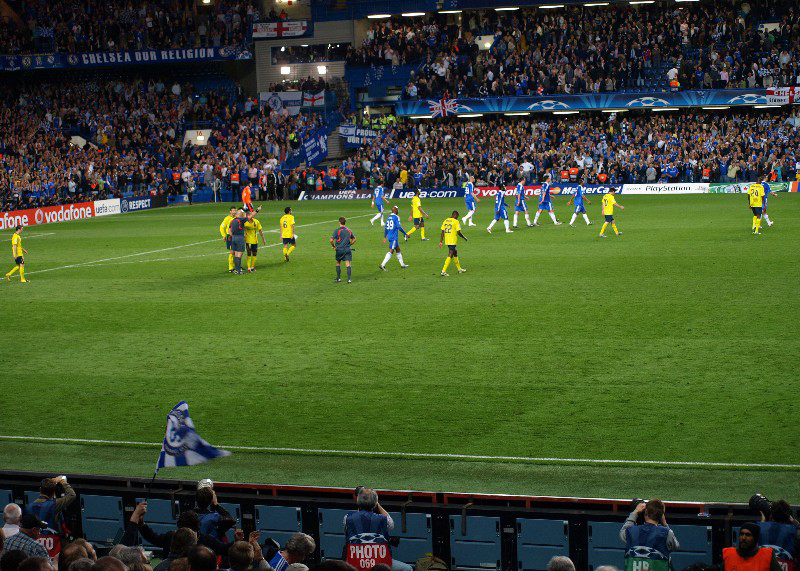
Le FC Barcelone obtient sa qualification pour la finale en tenant en échec le Chelsea FC à Stamford Bridge.

| Équipe            | Aller | Total  | Retour | Équipe     |
| ----------------- | ----- | ------ | ------ | ---------- |
| FC Barcelone      | 0 - 0 | 1E - 1 | 1 - 1  | Chelsea FC |
| Manchester United | 1 - 0 | 4 - 1  | 3 - 1  | Arsenal FC |

### Finale
| Équipe       | Score | Équipe            |
| ------------ | ----- | ----------------- |
| FC Barcelone | 2 - 0 | Manchester United |

## Statistiques

### Meilleurs buteurs
- Classement des buteurs selon le temps de jeu[2] :

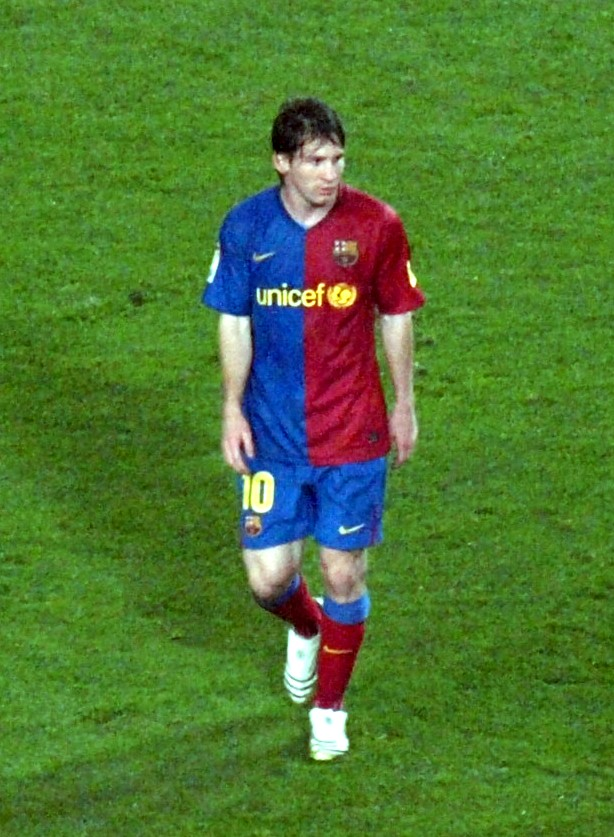
Lionel Messi sous le maillot du FC Barcelone en 2008-2009

| Rang | Nom                  | Équipe            | Buts | Minutes jouées |
| ---- | -------------------- | ----------------- | ---- | -------------- |
| 1    | Lionel Messi         | FC Barcelone      | 9    | 747            |
| 2    | Steven Gerrard       | Liverpool FC      | 7    | 557            |
| 2    | Miroslav Klose       | Bayern Munich     | 7    | 654            |
| 4    | Lisandro López       | FC Porto          | 6    | 900            |
| 5    | Emmanuel Adebayor    | Arsenal FC        | 5    | 522            |
| 5    | Didier Drogba        | Chelsea FC        | 5    | 594            |
| 5    | Thierry Henry        | FC Barcelone      | 5    | 630            |
| 5    | Alessandro Del Piero | Juventus          | 5    | 651            |
| 6    | Cristiano Ronaldo    | Manchester United | 4    | 704            |

### Récompenses
Récompenses :
- Meilleur joueur:  Lionel Messi 10
- Meilleur attaquant :  Lionel Messi
- Meilleur milieu :  Xavi
- Meilleur défenseur :  John Terry
- Meilleur gardien :  Van der Sar

## Faits divers
- Le club bulgare du FK CSKA Sofia est exclu par l'UEFA à cause d'une dette de cinq millions d'euros et est remplacé par le Levski Sofia son dauphin en championnat[1].